# Gozdni panterček
Gozdni panterček (znanstveno ime Abraxas sylvata) je metulj iz družine pedicev, ki je razširjen tudi v Sloveniji.

## Opis in biologija
Odrasli metulji imajo razpon kril med 35 in 44 mm. V Sloveniji so aktivni od maja do julija, v bolj milem podnebju pa od maja do konca avgusta.
Gosenice imajo značilne vzdolžne črne in rumene proge in se prehranjujejo na golem in primorskem brestu. Pred zimo se zabubijo in kot bube prezimijo.

## Podvrste
- Abraxas sylvata sylvata

- Abraxas sylvata microtate Wehrli, 1931 (Japonska)[3]